# Фабельмани
«Фабельмани» (англ. The Fabelmans) — американський напівавтобіографічний фільм, знятий Стівеном Спілбергом за сценарієм, написаним ним разом з Тоні Кушнером.

## Сюжет
У 1952 році в містечку Гаддон, штат Нью-Джерсі, єврейське подружжя Мітці та Берта Фабельманів веде свого маленького сина Семмі на його перший фільм: «Найбільше шоу на Землі». Захоплений сценою з потягом, Семмі просить макет потяга для святкування Хануки, який він розбиває одного дня пізно ввечері. 
Мітці дозволяє йому зняти ще одну сцену аварії на 8-міліметрову камеру Берта. Семмі починає регулярно знімати, іноді залучаючи до зйомок своїх сестер. Берту пропонують нову роботу у Фініксі, штат Аризона, куди він з родиною переїжджає у 1957 році. За наполяганням Мітці, туди ж переїжджає і найкращий друг та бізнес-партнер Берта — Бенні Лоуї.
Роками пізніше підліток Семмі знімає фільми зі своїми друзями з бойскаутів, починає використовувати постпродакшн ефекти й заробляє значок фотографа. Пізніше Фабельмани, включно з Бенні, вирушають у похід, і Семмі знімає їхній відпочинок на камеру.
Згодом помирає мати Мітці, залишаючи дівчину в розпачі. Надаючи Семмі обладнання для монтажу, Берт пропонує йому змонтувати відзнятий на канікулах фільм, щоб підбадьорити Мітці. Семмі заперечує, посилаючись на графік зйомок його наступного фільму, але Берт, який вважає свою пристрасть до кіно просто хобі, стверджує, що домашнє відео важливіше. Наступного ранку до Фабельманів завітав дядько Мітці Борис, колишній приборкувач левів і працівник кіно. Того вечора він розмовляє з Семмі про компроміс між сім'єю та мистецтвом, кажучи, що ці два аспекти завжди будуть суперечити один одному.
Борис їде, а Семмі починає монтувати відзнятий матеріал з відпустки, під час якої знаходить докази того, що у Мітці та Бенні був роман. Семмі та Мітці починають сваритися після того, як він тижнями поводився з нею та Бенні грубо. У пориві люті вона б'є його по спині після того, як він кричить, що не хотів би, щоб вона була його матір'ю. Збентежений Семмі показує їй відзнятий матеріал і обіцяє зберегти їхню таємницю.
Наступного тижня Берт отримує чергове підвищення, що вимагає переїзду до Саратоги, Каліфорнія. Бенні залишається у Фініксі, але не раніше, ніж дарує Семмі новий фотоапарат. Семмі відмовляється від нього, поки Бенні не дозволяє йому заплатити за нього 35 доларів, але під час прощання кладе їх назад у кишеню Семмі. Попри те, що Семмі отримав камеру, він вирішує ніколи нею не користуватися.
Переїхавши до нового району та школи, Семмі стає мішенню для учнів Лоґана та Чеда, які цькують його на антисемітському ґрунті. Він починає зустрічатися з ревною християнкою Монікою. Під час вечері з Фабельманами вона пропонує Семмі зняти їхній «День прогулу» на пляжі, і він погоджується, коли Моніка згадує, що її батько має 16-міліметрову камеру «Арріфлекс», яку він може дати йому в користування.
Після переїзду з орендованого житла до щойно придбаного будинку Мітці та Берт оголошують про розлучення через її глибоку депресію та його зраду. На випускному вечорі Семмі освідчується Моніці в коханні й просить її поїхати з ним до Голлівуду після закінчення школи. Не бажаючи відмовлятися від власних життєвих планів щодо навчання в Техаському університеті A&M, вона пориває з ним.
Фільм «День прогулу» 1964 року демонструється одноліткам Семмі й викликає захоплену реакцію. Він звеличує Лоґана і принижує Чеда. Семмі засмучений тим, що Моніка щойно порвала з ним, і зникає у шкільному коридорі. Лоґан знаходить Семмі й стикається з ним, розгублений і схвильований його позитивним зображенням. Чад знаходить їх і намагається напасти на Семмі, але Лоґан захищає його. Лоґан погрожує Семмі, щоб той нікому не розповідав про свої емоції, і пропонує йому затягнутися його сигаретою. Семмі погоджується зберегти цю таємницю, але жартує, що може зняти про це фільм.
Наступного року Семмі живе з батьком у Голлівуді. Він хоче кинути коледж, але не може знайти роботу в кіно. Берт неохоче приймає пристрасть сина і каже Семмі, щоб той не зупинявся на досягнутому, якщо це зробить його щасливим. Семмі отримує пропозицію попрацювати над «Героями Гоґана».
Знаючи, що його більше цікавить кіновиробництво, співзасновник шоу Бернард Файн запрошує Семмі познайомитися з режисером Джоном Фордом, одним з найбільших його натхненників. Під час їхньої короткої зустрічі Форд дає Семмі кілька порад щодо рамкування. Підбадьорений, Семмі йде студійними лаштунками, а кадр підлаштовується відповідно до порад Форда щодо рамкування горизонту.

## У ролях
| Актор            | Роль                               |
| ---------------- | ---------------------------------- |
| Гебріел Лабелль  | Семмі Фабельман                    |
| Мішель Вільямс   | Мітці Фабельман мати Семмі         |
| Пол Дано         | Берт Фабельман батько Семмі        |
| Сет Роген        | Бенні Лоуї друг Берта              |
| Джулія Баттерс   | Реджі Фабельман сестра Семмі       |
| Кілі Карстен     | Наталі Фабельман сестра Семмі      |
| Софія Копера     | Ліза Фабельман сестра Семмі        |
| Джинні Берлін    | Хаддаш Фабельман бабуся Семмі      |
| Джадд Хірш       | Борис двоюрідний дідусь Семмі      |
| Оакс Фіглі       | Чед Томас шкільний хуліган         |
| Сем Рехнер       | Логан шкільний хуліган             |
| Хлоя Іст         | Моніка                             |
| Габріель Бейтмен | Роджер                             |
| Купер Додсон     | Туркі                              |
| Грег Грюнберг    | Берні Фейн                         |
| Девід Лінч       | Джон Форд                          |
| Кристал          | Бенні домашня мавпочка Фабельманів |

## Виробництво

### Розробка
У березні 2021 року було оголошено, що Стівен Спілберг зніме фільм, частково заснований на його дитинстві в Аризоні. Мішель Вільямс вела переговори, щоб зіграти роль, натхненну матір'ю Спілберга. Спілберг також співавтор сценарію разом з Тоні Кушнером. 22 березня 2021 року повідомлялося, що Сет Роґен приєднався до акторського складу, щоб зіграти «улюбленого дядька молодого Спілберга». Також повідомлялося, що Крісті Макоско Крігер буде продюсером фільму з Кушнером і Спілбергом. 8 квітня 2021 року Пол Дано приєднався до акторів у ролі, натхненної батьком Спілберга. У травні Габріель ЛаБель вступив у останні переговори, щоб зобразити головну роль молодого режисера. Наступного місяця він був затверджений на роль. Пізніше, у червні, акторський склад поповнив Сем Рехнер. У липні до акторського складу були додані Хлоя Іст, Оакс Фіглі, Ізабель Кусман, Дженні Берлін, Джадд Гірш, Робін Бартлетт та Джонатан Хадарі. У серпні до акторського складу були додані Габріель Бейтман, Густаво Ескобар, Ніколас Канту, Лейн Фактор, Купер Додсон та Стівен Меттью Сміт. Пізніше за ними пішли новачки Кілі Карстен, Бірді Боррія, Аліна Брейс, Софія Копера та Матео Зорина Френсіс-Дефорд.

### Зйомки
Зйомки почалися в розпал пандемії COVID-19 у Лос-Анджелесі в липні 2021 року.

## Випуск
Прем'єра фільму відбулася 10 вересня 2022 року на Міжнародному кінофестивалі у Торонто.